# موسيقى أفغانية
منذ العام 1980 تورطت أفغانستان في أعمال عنف مستمرة تقريباً. و بالتالي، فقد تم قمع الموسيقى والتسجيلات لأي مصادر أجنبية على الرغم من التراث الموسيقي الغني لهذه الدولة.
و خلال التسعينيات من القرن العشرين، وبعد انهيار الاتحاد السوفيتي حظرت حركة طالبان الموسيقى والآلات الموسيقية والكثير من صناع الموسيقى. . وعلى الرغم من الاعتقالات والتدمير الذي لحق بالآلات الموسيقية والموسيقيين فقد واصلوا القيام بدورهم التجاري إلى الوقت الحاضر. كانت كابول منذ وقت طويل هي العاصمة الثقافية الإقليمية، ولكن الوافدون من الخارج مالوا إلى التركيز على مدينة هرات ، التي هي موطن لتقاليد أكثر ارتباطا بالموسيقى الإيرانية مما هو عليه في بقية أنحاء البلاد. كلمات الأغاني في معظم أنحاء أفغانستان عادة ما تكون باللغة الفارسية والباشتو.

منشدون في مدينة هيرات عام 1973

## لقراءة أكثر
- Baily, John and John Blacking (1988). Music of Afghanistan: Professional Musicians in the City of Herat. Cambridge University Press. ISBN:0-521-25000-5.
- Sakata, Hiromi Lorraine (1983). Music in the Mind: The Concepts of Music and Musician in Afghanistan. Kent State University Press. ISBN:0-87338-265-X.
- Slobin, Mark (1976). Music in the Culture of Northern Afghanistan. University of Arizona Press. ISBN:0-8165-0498-9.

## وصلات خارجية
- استمع إلى الموسيقى الأفغانية من على الانترنت
- معلومات عن الموسيقى الأفعانية
- موسيقى شمال أفغانستان 1967-1972
- أغاني أحمد زاهر
- فيديوهات الأغاني الأفغانية
- إذاعة الموسيقى الأفغانية